# Henry Stephen
Henry Augustus Stephen Pierre, (Cabimas, Zulia; 15 de julio de 1941-Caracas, 5 de abril de 2021), más conocido como Henry Stephen, fue un cantautor y actor venezolano considerado como uno de los pioneros del rock and roll en Venezuela.

## Biografía
Henry Stephen nace en Cabimas, donde su padre, oriundo de Granada, trabajaba para la compañía petrolera Shell de Venezuela. Su madre tenía una notable afición por la música, y la relación de su familia con trabajadores norteamericanos le acercaron a la música rock estadounidense.
Cuando solo cuenta 5 años sus padres lo envían junto a sus dos hermanos varones a estudiar a Trinidad y Tobago, país de origen de su familia materna, quedando al cuidado de sus tías.
La familia termina desplazándose a Maracaibo, y allí realizó sus estudios de bachillerato y técnica, e inició sus estudios universitarios que no pudo culminar por su dedicación a la música.
Murió el 5 de abril de 2021 debido a contagio del COVID-19.

## Carrera musical
Comenzó su carrera musical a mediados de los años 50, formando parte de "Los Técnicos", y más tarde del grupo de gaitas "Los Blanco y Negro".
Entre 1959 y 1962, participó como cantante del grupo Los Flipper, de Maracaibo, una agrupación musical pionera en la introducción del rock en Venezuela, que desapareció pronto sin dejar ninguna grabación.
De 1963 a 1966, perteneció como vocalista al grupo de música "Los Impala", también de Maracaibo, y refundado con integrantes de una formación musical de igual nombre, y de "Los Flipper". También grabó en inglés la canción "I Remember", junto a "Los Blonders".
En 1965 debuta como solista en "El Show de Renny", con la canción "Please release me", sin abandonar Los Impala. Más tarde continuó su carrera de artista en solitario apoyado por el reconocido animador venezolano Renny Ottolina, siendo sustituido por Rudy Márquez que procedía de "Los Dangers". En 1968 obtuvo un éxito de público y ventas con la canción "Limón, Limonero", que se convirtió en una popular canción del verano en España. En 1974 RCA Records le premió con un Disco de oro por la venta de un millón de copias de dicha canción.
A partir de los años 70, sigue activo en la música pero sus grabaciones son esporádicas. Ha compartido presentaciones estelares con artistas extranjeros como por ejemplo: Aretha Franklin, Miriam Makeba, Roberta Flack y Julio Iglesias.
Fue uno de los primeros artistas latinos en grabar reggae en Jamaica en los estudios Tuff Gong de Bob Marley en 1982. Los temas fueron Canción de redención y La carta de perder, versiones en español de Redemption song y Bad card como tributo al cantante jamaiquino que un año antes había fallecido producto de un cancer. 
En 1987 se reagrupan nuevamente Los Impala iniciando las presentaciones en el ámbito nacional con sus integrantes originales: Edgar y Nerio Quintero, Francisco Belisario, Omar Padauy, Bernardo Ball, Henry Stephen y Rudy Márquez.
A mediados de los años 90, volvió a participar como cantante en una nueva refundación transitoria del grupo Los Impala, junto a Edgar Quintero, Francisco Belisario, Nerio Quintero y Omar Paduay. En 2004 también participó en la última formación de esta banda musical venezolana.
En 1998 graba cuatro canciones: "A ti no te he perdido", "Bahía", "La voz de Dios" y "Deja", producidas por Rudy Márquez, las cuales no han sido comercializadas.
En agosto de 1999 graba con la firma Spiteri Records los éxitos de Nat King Cole. En 2001 sale a la venta el CD producido por Velvet de Venezuela, Éxitos de Henry Stephen.
En 2016 Henry Stephen participa en una colaboración con la cantante venezolana Nathalli y graban el Limón limonero a dúo en versión merengue.
Durante sus últimos años continuó con las presentaciones como cantante del Grupo Los Impala y como solista solía cantar boleros famosos y efectuaba presentaciones donde interpretaba sus éxitos. Falleció el 5 de abril de 2021, tras complicarse su salud al estar infectado de COVID-19. De acuerdo a la información suministrada a los periodistas, el cantante estuvo recluido en el Hospital Militar Dr. Carlos Arvelo de Caracas.

## Discografía

### Discografía conLos Impala
- Conozca Los Impala. (1963)[6]
- Los Impala. (1964)
- Los Impala. (1996)

### Discografía como solista
- Lord Henry. (1966)
- Limón, Limonero. (1968)
- El Rey Negro. (1969)
- Un vaso de Vino. (1969)
- Carita mimada. (1970)
- La nave del olvido. (1970)
- Te he perdido. (1974)
- I don´t know why. (1982)
- Salsomanía. (1983)

## Carrera como actor
A su regreso de España, en 1974, se convirtió en actor de telenovelas en Venezuela. Ha participado en "La vida de un boxeador" y "El Mago de Oz", para el canal Venezolana de Televisión. En 1988 actuó en "La Encantada" para el canal Marte TV. En 1997 regresa a la televisión como actor en la novela "Cambio de piel".